# Siunik

Siuniks läge i Armenien

Siunik (armeniska: Սյունիք) är en provins i Armenien, belägen vid gränsen till Iran. Huvudorten är Kapan.
Provinsen hade 141 771 invånare (2011).